# Sasae
En la mitología samoana, Sasae fue la primera mujer en Fiyi y Tonga. El dios Tangaloa, dios creador, la había enviado a ella desde el paraíso, y a Atu (su pareja) para que habitaran esa zona. 
Atu significa grupo y Sasae significa este, en este mito, los conceptos de Atu, Sasae, Fiyi y Tonga se personifican para formar las islas.
- Datos: Q6121957